# Erasmusbrug

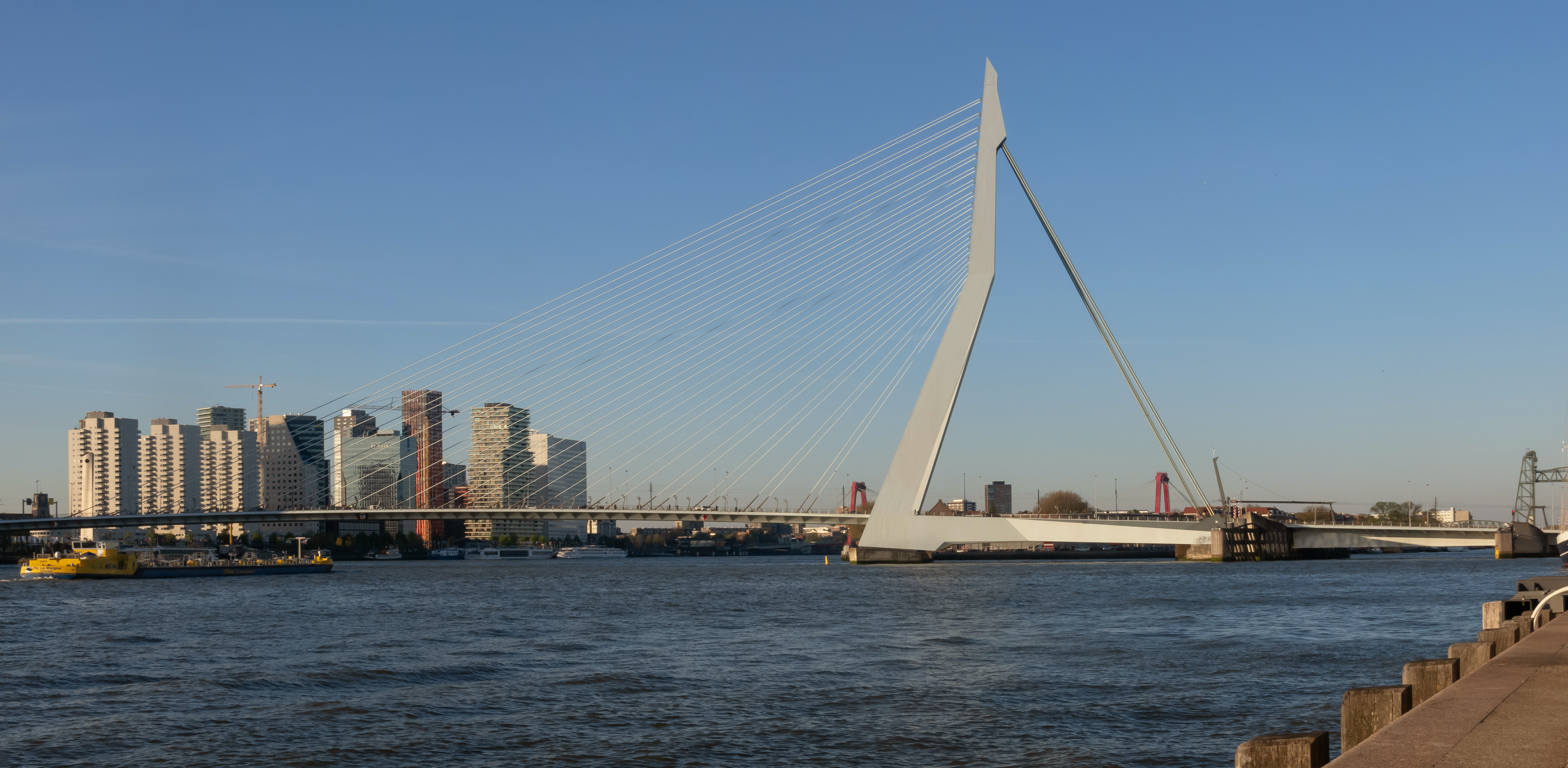
El Erasmusbrug desde el Holland-Amerikakade

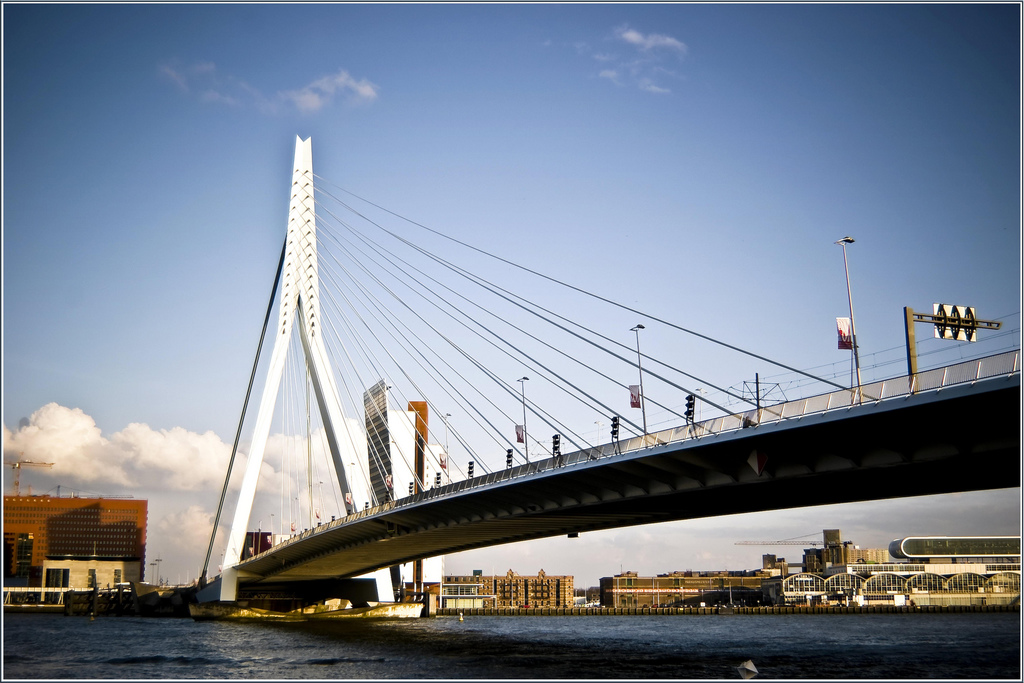
Otra vista del Erasmusbrug

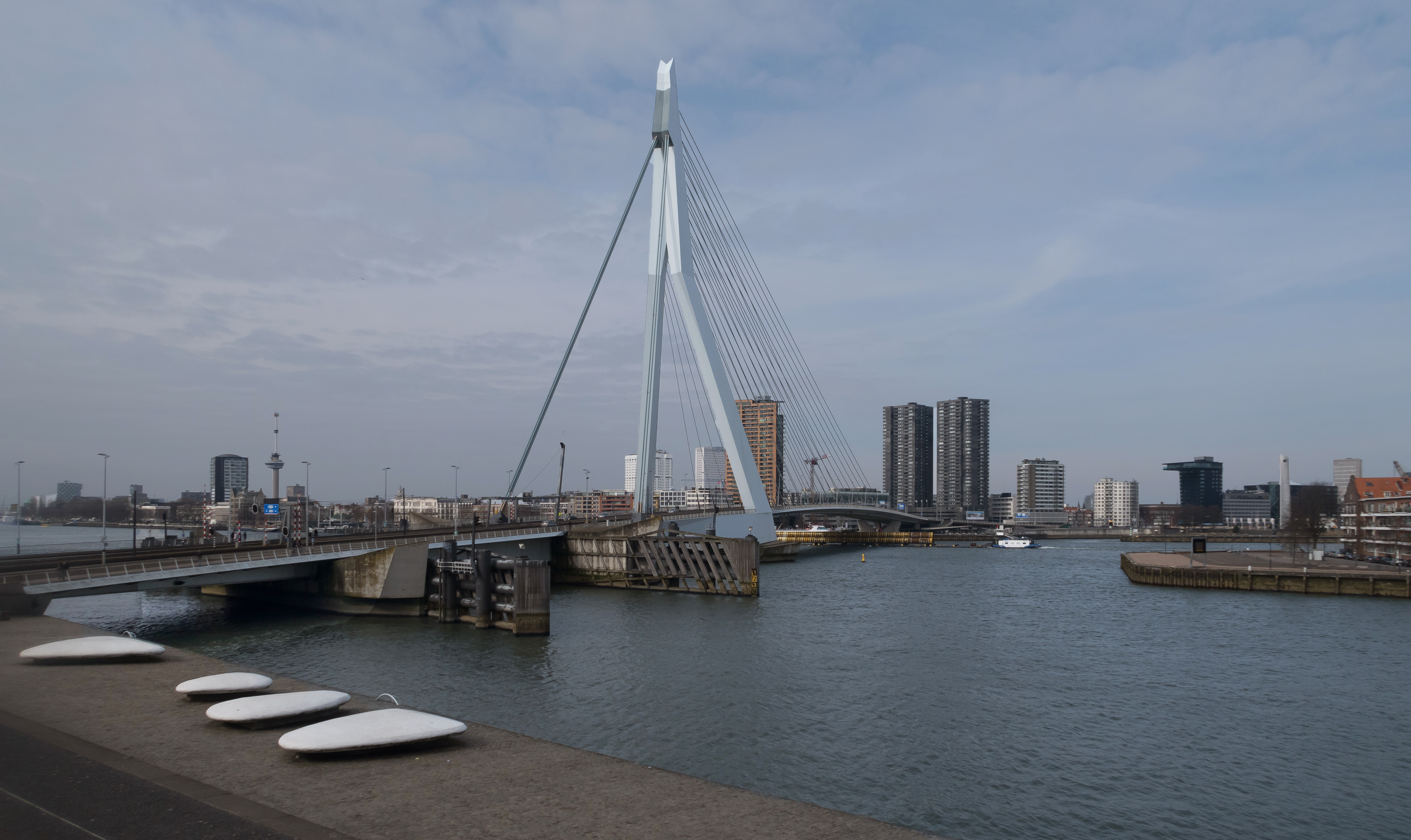
El Erasmusbrug desde la Wilhelminakade

El Erasmusbrug (en español, Puente de Erasmo) es un puente atirantado que cruza el Nuevo Mosa, conectando las zonas norte y sur de Róterdam (Países Bajos).
Fue diseñado por Ben van Berkel y Caroline Bos (UNstudio) y completado en 1996. El puente tiene 802 m de longitud y un pilón asimétrico de 139 m de altura que le valió su apodo de De Zwaan (‘El Cisne’).
El vano sur del puente tiene un puente basculante de 89 m de longitud para los barcos que no pueden pasar bajo el puente. Este puente basculante es el más grande y el más pesado de Europa Occidental y tiene el mayor panel de este tipo del mundo.
Tras costar más de 163 millones de euros, el puente fue inaugurado oficialmente por la reina Beatriz el 6 de septiembre de 1996. Poco después de que abriera al tráfico, en octubre de 1996, se descubrió que el puente oscilaría con vientos muy fuertes. Para reducir estas oscilaciones se instalaron amortiguadores más firmes.

## En la cultura popular
El puente apareció en la película de Jackie Chan ¿Quién soy? (1998). En 2005, varios aviones volaron por debajo del puente durante la "Red Bull Air Race".
En 2005, el puente sirvió como telón de fondo de una actuación del DJ Tiësto titulada "Tiësto @ The Bridge, Rotterdam". En la actuación aparecían barcos de bomberos lanzando chorros de agua hacia el aire frente al puente, una barcaza lanzando fuegos artificiales junto al puente y el puente con luces de colores.
El puente se cruzó durante el prólogo y la etapa de apertura del Tour de Francia 2010.